# ディボスロスクス
ディボスロスクス（学名：Dibothrosuchus）は、ワニ形上目スフェノスクス類に属する偽鰐類の属。 複数の部分的な骨格と頭蓋骨が保存されている。化石は中華人民共和国雲南省の下部ジュラ系（シネムーリアン階～プリンスバッキアン階）で発見された。

## 研究史
ディボスロスクスは中国・雲南省で輔仁大学の神父によって泥岩から回収された部分的骨格をホロタイプ標本BMNH R7557とし、1965年にD.J. Simmonsによって命名された。1985年には中国とアメリカ合衆国の合同遠征隊により本属に属する追加の化石が発見された。ディボスロスクスの化石は禄豊層群（Lufeng Group）のZhangjiawa層から産出したため、当該地域から産出した他のワニ形類よりも地質学的に新しいものである。少なくとも3個の部分的骨格と2個の頭蓋骨、および単離した歯が知られている。ディボスロスクスは当初オルニトスクス科の槽歯類として記載されたが、後にスフェノスクス科のスフェノスクス類として再分類された。第二の種D. xingsuensisはWu (1986)で命名された。その後Wu and Chatterjee (1993)によるホロタイプ標本の調査の結果、D. xingsuensisはD. elaphrosのジュニアシノニムと判明し、ディボスロスクスはタイプ種のみを含む単型の属となった。

## 特徴

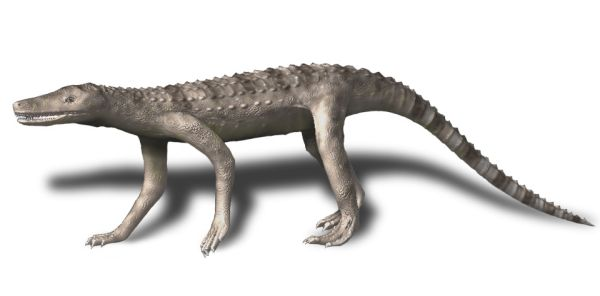
D. elaphrosの復元図

推定全長約1.3メートル。頭蓋骨は強固な構造をなし、頭蓋骨長は16.4センチメートルである。前上顎骨歯は5本、上顎骨歯は17本で、上顎骨と前上顎骨の間には小さな穴が存在してそこに下顎の大型の歯が収納される構造になっている。頭蓋骨の最上部には複数本の小型の稜が存在する。
方形骨には3個の背側突起が存在しており、頭蓋天井と神経頭蓋に強固に縫合する。耳嚢の構造は現生のワニに近く、高い聴力を実現していたと見られている。またこのことから、現生ワニと同様に発声能力を持ち、音波を介して同種他固体とのコミュニケーションを取ることができたと推測されている。
烏口骨には後側に伸びる長いpostglenoid processが発達する。上腕骨頭の前側に楕円形の窪みが存在しており、橈骨長と尺骨長は中手骨を上回る。細長い四肢は陸上での四足歩行に適していた。

## 分類
ディボスロスクスはWu and Chatterjee (1993)においてワニ形上目の属として扱われている。89分類群301形質を用いたAdams (2013)によるワニ形上目の系統解析では、ディボスロスクスはテレストリスクスと共に姉妹群をなし、またClocodyliformesの外群に置かれている。Adams (2013)の系統樹によれば、ディボスロスクスはグラシリスクスよりも派生的で、プロトスクスなどClocodyliformesよりも基盤的である。